# Décembre 1945

## Événements
- La société des Chaussures Sirius de Romans (400 personnes) crée la première forme de participation des salariés en se transformant en SARL à participation ouvrière;
- Fondation du Conseil national du patronat français (CNPF).
- En Irak, le soulèvement kurde mené par Mulla Mustafa Barzani est réprimé. Barzani se réfugie avec ses partisans dans le kurdistan iranien pour créer la république de Mahabad.

- 2 décembre : 
  - France : nationalisation de la Banque de France et des grandes banques de dépôt (Crédit Lyonnais, Société générale, BNCI, CNEP), qui appartenaient aux « 200 familles les plus riches », et création du Conseil national du crédit chargé de veiller au bon fonctionnement du système bancaire.
  - France : l'éditeur Robert Denoël est assassiné à Paris.
  - Premier vol de l'avion de transport britannique Bristol Freighter.

- 3 décembre : 
  - le coût de l'armement qui a été utilisé pendant la Seconde Guerre mondiale est rendu public, soit plus de 1 000 milliards de dollars US.
  - Le troisième prototype du de Havilland Vampire spécialement modifié pour faire des essais d'appontage sur le porte-avions HMs Ocean, est le premier appareil à réaction opérationnel sur porte-avions.

- 5 décembre : 
  - victoire du « Front patriotique » albanais d'Enver Hodja avec 93 % des voix.
  - Cinq bombardiers TBF Avenger américains disparaissent sans laisser aucune trace, victimes présumées du fameux Triangle des Bermudes.

- 8 décembre : premier vol du prototype de l'hélicoptère américain Bell 47.

- 13 décembre : Français et Britanniques négocient leur évacuation définitive de la Syrie et du Liban.

- 14 décembre : le procès de Nuremberg révèle le massacre de six millions de Juifs.

- 20 décembre : 
  - Création du franc CFA (Colonie française d’Afrique), avec une parité de 1 franc CFA pour 1,70 franc métropolitain, puis à partir du 17 octobre 1948, de 100 francs CFA pour 200 francs français.
  - Le gouvernement égyptien demande officiellement la révision du traité de 1936 avec le Royaume-Uni.

- 21 décembre :
  - France : création du Secrétariat Général au Plan.
  - Fin de la conférence sur les réparations alors que les Soviétiques ont commencé les prélèvements dans leur zone. Les occidentaux recevront un certain pourcentage de biens d’équipements.

- 26 décembre, France : à la suite des accords de Bretton Woods, dévaluation du franc français.

- 27 décembre : 
  - Fondation de la Banque mondiale par 28 nations.
  - Fin de la Conférence de Moscou réunissant les ministres des Affaires étrangères des États-Unis, du Royaume-Uni et de lURSS.
    - Roumanie : les Britanniques et les Américains exigent pour reconnaître le gouvernement Petru Groza l’inclusion de représentants du PNP et du PNL, ce qui est fait non sans réticence.
    - Staline fait des concessions dans sa sphère d’influence : élections libres en Hongrie et en Autriche, retrait de l’Armée rouge de Tchécoslovaquie, élections acceptables en Bulgarie.
- 31 décembre, France : entrée en application de la nationalisation du crédit. La BNCI et le CNEP vont fusionner pour former la Banque nationale de Paris.

## Naissances
- 4 décembre : Roberta Bondar, astronaute canadienne.
- 9 décembre : Michael Nouri, acteur américain.
  - Andrew Birkin, scénariste, acteur et réalisateur anglais, frère aîné de Jane Birkin.
- 10 décembre :
  - Marek Grechuta, chanteur, compositeur et parolier polonais († 9 octobre 2006).
  - Richard M. Mullane, astronaute américain.
- 12 décembre
  -  : Portia Simpson-Miller, femme politique, Premier ministre de la Jamaïque.
  -  : Tony Williams, batteur de jazz américain († 23 février 1997).
- 17 décembre : Jean-Pierre Cattenoz, évêque catholique français, archevêque émérite d'Avignon.
- 19 décembre : Jean-Patrick Capdevielle, chanteur, compositeur et musicien français.
- 21 décembre : 
  - Thierry Mugler, styliste français † (23 janvier 2022).
  - Millie Hughes-Fulford, astronaute américaine († 4 février 2021).
- 24 décembre : Lemmy Kilmister, chanteur et bassiste du groupe de Hard Rock Motörhead († 28 décembre 2015).
- 25 décembre : Paul Willson, acteur américain.
- 26 décembre : Antonio Lomelín, matador mexicain († 7 mars 2004).
- 31 décembre : 
  - Vernon Wells, acteur australien
  - Barbara Carrera, actrice américaine

## Décès
- 14 décembre : Victor de Laveleye homme politique belge (° 6 novembre 1894).
- 19 décembre : Hans Bohrdt, peintre allemand (° 19 décembre 1945).
- 21 décembre : George Patton, général américain (° 11 novembre 1885).